# Дёллингер, Игнац фон
Йоха́нн Йо́зеф И́гнац фон Дёллингер (нем. Johann Joseph Ignaz von Döllinger; 28 февраля 1799 Бамберг, Германия — 10 января 1890 Мюнхен, Германия) — баварский католический священник, историк Церкви и богослов; один из инициаторов движения старокатоликов в Германии в 1870-х годах. Под влиянием тщательного изучения истории церкви и либерального католицизма перешёл от ультрамонтанства к критике светской власти папы. 

## Биография
Род. в семье физиолога и профессора медицины. В 1816 году поступил в университет Вюрцбурга, где изучал историю, философию и естественные науки. 
В 1820 году продолжил учёбу в семинарии Бамберга, по окончании которой 22 апреля 1822 года был рукоположён во пресвитера и назначен капелланом в Шайнфельде, Средняя Франкония. В 1826 году защитил докторскую диссертацию «Учение о Евхаристии в первых III веках» (нем. Die Lehre von der Eucharistie in den drei ersten Jahrhunderten). В том же году был приглашён в Мюнхенский университет для преподавания канонического права и церковной истории. 
С конца 1820-х активно участвовал в общественно-политических движениях; стал одним из лидеров «Католического движения», выступавшего против стремления германских властей подчинить религию и Католическую Церковь в Германии своим политическим целям. Первоначально придерживался строго ультрамонтанских воззрений. В 1849 году на собрании Католического союза Германии в Регенсбурге произнёс речь «Свобода Церкви» (нем. Die Freiheit der Kirche), где изложил идею автономии немецкого епископата от Рима в той степени, в какой она не будет препятствовать католическому единству. Начиная с 1850 года начал выступать в духе, близком к фебронианству (под псевдонимом Иоганна Николая Гонтгейма) — «Юстин Феброний») — за независимость немецкого епископата от Рима. 
В 1857 году вместе со своим английским другом лордом Актоном совершил путешествие в Рим, где был разочарован правлением папы Пия IX и удручён состоянием дел в Папском государстве, что определило его полный отход от ультрамонтанства.
В 1863 году вместе с И. Б. Альцогом и Ганебергом созвал собрание католических учёных в городе Мюнхене.
В своей полемике с «папским абсолютизмом» доходил до отрицания целесообразности существования Папского государства; резко критиковал систему его управления. Ещё жёстче критиковал попытки возрождения схоластического богословия, предпринимавшиеся иезуитами. В «Письмах Януса» (в соавторстве с другими, в том числе лордом Актоном и Иоганном Фридрихом, под псевдонимами Янус и Квиринус), вышедших в 1869 году, подверг критике обскурантизм Силлабуса (Syllabus Errorum). 
В преддверии и в ходе Ватиканского обора 1869—1870 гг. был идейным вождём либеральной партии, противостоявшей ультрамонтанам. Критиковал догматические положения о примате и непогрешимости папы по существу (с точки зрения истории и теологии) в отличие от оппозиции на самом Соборе, в основном полагавшей их только лишь несвоевременными. Его книга «Папа и Собор» (нем. Der Papst und das Konzil), вышедшая в 1869 году под псевдонимом «Янус», была занесена в Индекс запрещённых книг накануне открытия Собора.
Под псевдонимом «Quirinus» в 1869—1870 годах в соавторстве с И. Губером опубликовал в Augsburger Allgemeine Zeitung 69 писем, в которых доказывал богословскую и историческую несостоятельность догмата о папской вероучительной непогрешимости. Письма были источником сведений о ходе Собора для внешнего мира; сами же авторы получали информацию от либерально настроенного папского библиотекаря Августина Тейнера (нем. Augustin Theiner). Возглавил протест 49 профессоров Мюнхенского университета; в августе 1870 года выпустил декларацию против соборных решений.
В 1871 году, после отказа подписаться под определениями Собора, Мюнхенский архиепископ Грегор фон Шерр отлучил его от Церкви. Уклонился от возможности епископского поставления голландским старокатолическим епископом Хенриком Лоосом (Henricus Loos). В 1873 году королём Людвигом II был назначен президентом Баварской академии наук. В 1874 и 1875 годах в Бонне председательствовал на «Конференциях воссоединения», имевших целью содействовать объединению Церквей, сохранивших веру и каноническое устройство исторического христианства. Его понимание вопросов христианского единства изложено в книге Über die Wiedervereinigung der christlichen Kirchen (1888).
Также был известен как неутомимый борец против предрассудков и антисемитизма. Его перу принадлежат очерки по еврейскому вопросу, в своё время вызвавшие заметный интерес: «Евреи в Европе» (Akademische Vorträge, отд. I, 1888; переведён на русский язык в «Восходе», 1888, 8—9, «Рассвете», 1881, 38—43 и «Веке», 1882, 9).
Последнее напутствие принял от старокатолического священника. Похороны Дёллингера организовал его друг Иоганн Фридрих, ставший затем его биографом. Похоронен на Южном кладбище Мюнхена.